# 강천산
강천산(剛泉山)은 전북특별자치도 순창군 팔덕면과 전라남도 담양군 용면의 경계에 있는 높이 583.7m의 산이다. 호남정맥의 산이며 1981년 1월 7일에 첫 번째 군립공원으로 지정되었다.
사적 353호, 금성산성(金城山城) 등의 문화재가 산재해 있다. 이 산성은 삼국시대에 축조되었고, 조선 태종 9년(1409년)에 고쳐 쌓은 후 광해군 2년(1610년)에 보수공사를 하면서 내성도 함께 만들었다. 광해군 14년(1622년)에는 내성 안에 관청을 건립하고 효종 4년(1653년)에 성 위의 작은 담(여장)을 수리하면서, 전반적으로 성의 면모를 갖추게 되었다. 외성은 2km, 내성은 700ｍ 길이에 돌로 쌓은 산성이다. 동학 농민 운동 때 건물이 많이 불타 없어지고 현재는 동·서·남·북문의 터가 남아 있다. 내성 앞에는 국문영 장군의 비석이 남아 있다.

## 같이 보기
- 한국의 산
- 호남정맥